# 글랜보우 박물관

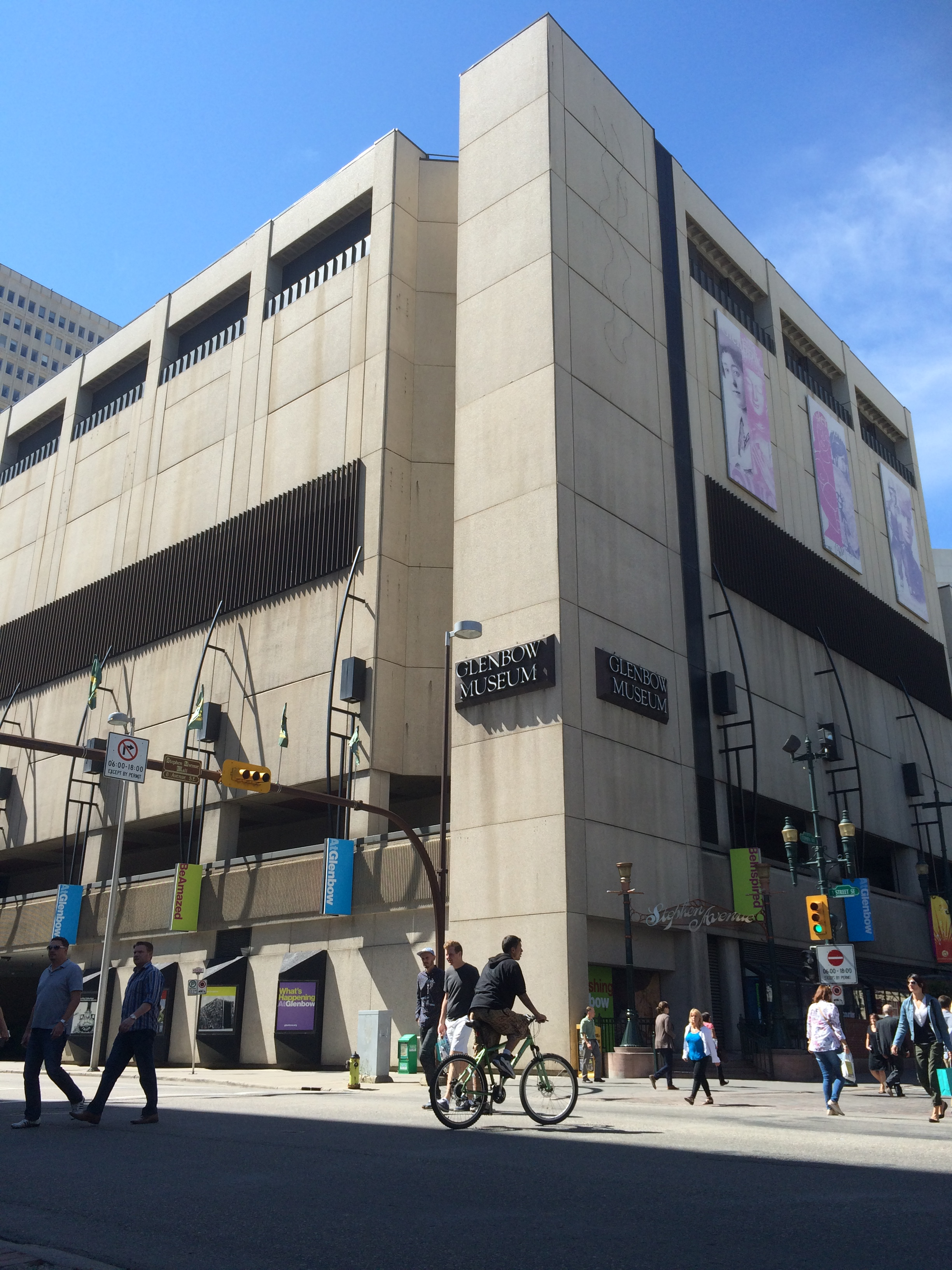

글랜보우 박물관(Glenbow Museum)은 캐나다 앨버타 캘거리시의 예술역사박물관이다. Eric Harvie의 기부에 의해 1966년 설립되었다.
북미 인디언과 에스키모에 관한 자료가 전시되어 있으며, 특히 총기류의 전시가 유명하다. 캐나다 4대 박물관중의 하나인 글랜보우 박물관에서는 인디언의 생활과 개척시대, 중세, 근세에 이르는 유럽인의 생활을 만날 수 있다.